# Czachulec Stary
Czachulec Stary (do 2010 Stary Czachulec) – wieś w Polsce położona w województwie wielkopolskim, w powiecie tureckim, w gminie Malanów.
W latach 1975–1998 miejscowość administracyjnie należała do województwa konińskiego.
W 2010 roku została zmieniona nazwa wsi ze Stary Czachulec na Czachulec Stary.

## Historia
Rok powstania tej wsi jest dokładanie znany. W akcie nadawczym z 1780 roku widnieje wpis: W zarosłej borem wsi Czachucz, nowo założona przez oddanie niemieckim przybyszom gruntów na wyrudowanie wraz z drzewem. Dziedzic zażyczył sobie jedynie dębów i żołędzi. Koloniści dodatkowo zwolnieni byli przez okres siedmiu lat z wszelkich opłat i czynszów.
Po tym okresie zobowiązani byli płacić po sześć talarów z półhuby (15 mórg, czyli 8,4 ha) i odpracowywać po trzy dni robocze rocznie. Dziedzicem, który na ten teren sprowadził Niemców, był Maciej na Zabłociu Zabłocki – dziedzic Skarżyna.
W 1827 roku Czachulec Stary zamieszkiwało 141 osób w 25 domach. W wydanym pod koniec XIX wieku Słowniku Geograficznym Królestwa Polskiego i innych krajów słowiańskich napisano o Czachulcu Starym: Grunta dobre, osadnicy przytem trudnią się wyrobem desek, gontów, ogrodnictwem i znaczne z tego mają korzyści. Zamożność wysoka. Ludność dotąd mimo upływu stu lat od sprowadzenia jej przodków czysto niemiecka, słabo włada językiem polskim. Szkoła ewangelicka niemiecka, jak wszędzie podtrzymuje separatyzm.